# Sygnały (film 1958)
Sygnały – polski film sensacyjny z 1959 roku.
Film kręcony we Wrocławiu.

## Fabuła
Film opowiada historię młodego taksówkarza, który poszukuje leku dla ciężko chorej żony, którą uratować może tylko drogi, trudno dostępny w Polsce lek z zagranicy. Taksówkarz, po licznych bezskutecznych próbach, decyduje się wziąć udział we włamaniu do komory celnej, bowiem szef bandy obiecuje mu pomoc w zdobyciu lekarstwa, co okazuje się nieprawdą. Lek dostarcza bezinteresownie, w odpowiedzi na audycje w radiu, starsze małżeństwo. W tej sytuacji taksówkarz zrywa z przestępcami i pomaga milicji ich ująć.

## Główne role
- Danuta Starczewska – Zosia
- Stanisław Mikulski – taksówkarz Janek, mąż Zosi
- Teresa Szmigielówna – doktor Skalska
- Stefan Bartik – sanitariusz Kulawik
- Leon Niemczyk – organizator napadu na magazyn Urzędu Celnego
- Michał Szewczyk – Felek, wspólnik organizatora napadu
- Tadeusz Białoszczyński – profesor Biernacki
- Stanisław Jaworski – ofiarodawca leku